# Gramat
Gramat település Franciaországban, Lot megyében. Lakosainak száma 3496 fő (2022. január 1.). Gramat Thégra, Le Bastit, Bio, Couzou, Issendolus, Lavergne, Reilhac, Rignac és Rocamadour községekkel határos.

## Népesség
A település népességének változása:
| Lakosok száma | 3161 | 3643 | 3526 | 3536 | 3596 | 3649 | 3528 | 3469 | 3480 | 3496 |
|               | 1968 | 1982 | 1990 | 2006 | 2013 | 2015 | 2017 | 2019 | 2020 | 2022 |